# 에인절스 온 호스백
에인절스 온 호스백(영어: Angels on horseback)은 굴을 베이컨으로 감싸 만든 영국의 전채 요리이다. 빵 위에 올려 카나페의 재료로 쓰기도 하며 꼬챙이에 꽂아서 취식하는 방법이 있다.

## 같이 보기
- 데블스 온 호스백